# Малявіна Валентина Олександрівна
Валентина Олександрівна Малявіна (нар. 18 червня 1941, Москва, РРФСР, СРСР — пом. 30 жовтня 2021, Москва, Росія) — радянська та російська акторка театру і кіно. Заслужена артистка Російської Федерації (1993).

## Біографія
Валентина Малявіна народилася в Москві 18 червня 1941 року.
Батька Олександра Малявіна, тоді ще полковника Радянської армії, командування відправило захищати батьківщину на Далекий Схід. Слідом поїхала і сім'я — дружина Анастасія Олексіївна та дві доньки, старша Тетяна та новонароджена Валентина. До столиці Малявіни повернулися вже під кінець 1940-х років, і Валя вирушила вчитися до середньої школи № 71.
1962 року закінчила театральне училище імені Бориса Щукіна і була прийнята до трупи театру імені Ленінського комсомолу. У 1965—1979 роках служила в театрі імені Є. Вахтангова. У 1979 році перейшла до театр-студії кіноактора, де працювала до 1983 року.
Дебютом на екрані стала романтична мелодрама «Перше побачення». А вже наступна робота, роль фельдшерки Марії у військовій картині «Іванове дитинство», зробила з Малявіної зірку радянського екрану. Також великий успіх мали виробнича драма «Ранкові потяги», фільм про Другу світову війну «Тунель», легка кінокомедія «Урок літератури» та музична гумористична казка «Король-олень».
З 1983 по 1988 рік відбувала тюремний термін за звинуваченням в умисному вбивстві свого фактичного чоловіка, актора Станіслава Жданька. Звільнившись із ув'язнення, Малявіна повернулася до роботи в театрі та кіно. З 1988 року служила в Московському театрі «Артист». 1993 року їй було присвоєно звання заслуженої артистки Росії.
2001 року акторка впала, вдарилася головою об підлогу і внаслідок травми втратила зір.
Останнім часом мешкала у спеціалізованому пансіонаті для ветеранів науки, куди її помістили на прохання Гільдії акторів.
Частина біографії Малявіної у 2020 році стала частиною сюжету серіалу Володимира Котта «Заступники». Юридичний процедурал побудований на реальних кримінальних справах, описаних у книзі знаменитої адвокатки радянських дисидентів та правозахисниці Діни Камінської.
2008 року про Валентину Малявіну було знято документальний фільм режисера Сергія Холодного «Валентина Малявіна. Роман зі смертю».
У 2016 році про Валентину Малявіну було знято документальний фільм режисерки Тетяни Варданян «Валентина Малявіна. Роль без права листування».
Померла 30 жовтня 2021 року на 81-му році життя в Москві. Про смерть було оголошено 10 листопада. Тіло було кремовано, а урну з прахом поховано в колумбарії Троєкуровського кладовища.

## Кримінальна справа
1978 року фактичний чоловік Малявіної Станіслав Жданько був виявлений з ножем у серці. Малявіна проходила як підозрювана у справі про вбивство, але справа була закрита — смерть Жданько була визнана самогубством. Через п'ять років, у 1983 році, за клопотанням родичів загиблого справу було переглянуто (ініціатором виступив друг Жданько, актор Нового драматичного театру Микола Вікторович Попков (Глинський), та експертиза встановила, що смерть актора ніяк не могла бути самогубством. Валентина Малявіна була визнана винною в умисному вбивстві та засуджена до дев'яти років позбавлення волі. Винною себе на суді вона не визнала, в інтерв'ю, даному вже після звільнення, продовжувала наполягати на своїй невинності.
1988 року Малявіна була звільнена за амністією Указом Президії Верховної Ради СРСР від 18 червня 1987 року у зв'язку з 70-річчям Радянської влади.

## Особисте життя
- перший чоловік (1959—1963) — актор Олександр Збруєв. Жили у Москві на вулиці Черняховського, будинок № 2 на другому поверсі. На восьмому поверсі жила акторка Олена Санаєва.
- другий чоловік (1963—1969) — режисер Павло Арсенов
- третій чоловік — актор Станіслав Жданько (шлюб не був зареєстрований)
- четвертий чоловік — Максим Краснов, відомий коваль і майстер з металу
- п'ятий чоловік — Володимир Красницький, іконописець, різьбяр по дереву. Був убитий ударом ножа в спину, коли пізно увечері йшов вулицею.

## Творчість

### Ролі у театрі
- «104 сторінки про кохання» Едварда Радзинського — Наталя[3].
- «До побачення, хлопчики» Бориса Балтера — Інка
- «У день весілля!» Віктора Розова — Клава
- «Гра в канікули» Михайла Себастьяна — Коріна
- «Мільйонерка» Бернарда Шоу — Патріція Сміт.

### Фільмографія
— головна роль

| Рік       |    | Назва                                | Роль                    |    |
| --------- | -- | ------------------------------------ | ----------------------- | -- |
| 1960      | ф  | Перше побачення                      | Надя Казакова           | ру |
| 1962      | ф  | Іванове дитинство                    | Маша                    | ру |
| 1963      | ф  | Співробітник НК                      | Маруся Корольова        | ру |
| 1963      | ф  | Ранкові поїзди                       | Ася Богданова           | ру |
| 1963      | кф | Соняшник                             | Уля                     | ру |
| 1965      | кф | Льолька                              | Марія                   | ру |
| 1966      | ф  | Тунель                               | Наташа                  | ру |
| 1967      | ф  | Там, де довга зима                   | Віра                    | ру |
| 1968      | ф  | Урок літератури                      | Ніна Вронська           | ру |
| 1969      | ф  | Король-олень                         | Анджела                 | ру |
| 1969      | тф | Нічний дзвінок                       | Владя                   | ру |
| 1970      | ф  | Красна площа                         | Наташа Кутасова         | ру |
| 1971      | ф  | Ціна швидких секунд                  | Інна Ромашова           | ру |
| 1973      | ф  | Це сильніше за мене                  | Таня Сереброва          | ру |
| 1974      | ф  | Високе звання: Заради життя на землі | Альбіна                 | ру |
| 1974      | ф  | Довгота дня                          | Санда                   | ру |
| 1975      | ф  | Мій будинок — театр                  | Любов Павлівна Косицька | ру |
| 1975      | мф | Здобудеш у бою                       | Діна Лагутина           | ру |
| 1976      | ф  | День сімейного торжества             | Ірина Петрівна Савічева | ру |
| 1977      | ф  | Коли поряд чоловік                   | Діна Варга              | ру |
| 1977      | тф | Ніс                                  | епізод                  | ру |
| 1988      | ф  | Чоловік і дочка Тамари Олександрівни | Тамара Олександрівна    | ру |
| 1989      | мф | Жінки, яким пощастило                | Ольга Гнатівна          | ру |
| 1989      | ф  | Отче наш                             | аптекарка               | ру |
| 1991      | ф  | Жінка для всіх                       | Шура                    | ру |
| 1993      | ф  | Осінні спокуси                       | Жанна                   | ру |
| 1999—2000 | с  | Редакція                             | епізод                  | ру |